# Immer Ärger mit Dave
Immer Ärger mit Dave ist eine US-amerikanische Sitcom, die zwischen 1993 und 1997 auf CBS ausgestrahlt wurde. Sie basierte lose auf dem Leben des Pulitzer-Preisträgers Dave Barry, der von Harry Anderson gespielt wurde.

## Handlung
Die Serie handelt vom Leben des Kolumnisten Dave Barry bei der fiktiven Tageszeitung Miami Record-Dispatch in Miami. Er ist verheiratet und lebt mit seiner Frau und zwei Söhnen in einem Vorort von Miami, von wo aus er seine Kolumnen verfasst. Seine besten Freunde sind sein Herausgeber Kenny Beckett und sein Nachbar, der frisch geschiedene Schönheitschirurg Dr. Sheldon Baylor. Seine Assistentin Mia wohnt nebenan bei ihrem zukünftigen Ehemann Eric.

## Hintergrund
Die Serie basiert auf den Büchern Dave Barry's Greatest Hits und Dave Barry Turns 40. Als Gaststars traten unter anderem John Ritter, Beatrice Arthur, Ed Begley junior, George Hamilton und Pat Boone auf. Die ersten beiden Staffeln sind in den USA auf DVD erschienen.

## Auszeichnungen
- 1995: Young-Artist-Award-Nominierung für Zane Carney
- 1995: Young-Artist-Award-Nominierung für Andrew Ducote
- 1996: Emmy-Nominierung für Tony Yarlett (Kamera)
- 1996: Young-Artist-Award-Nominierung für Zane Carney
- 1996: Young-Artist-Award-Nominierung für Andrew Ducote
- 1997: Young-Artist-Award-Nominierung für Zane Carney
- 1997: Young-Artist-Award-Nominierung für Andrew Ducote